# Crisogono (cardinal)
Crisogono (mort en 1122) est un cardinal de l'Église catholique du XIIe siècle, nommé par le pape Pascal II.

## Biographie
Le pape Pascal II le crée cardinal lors du consistoire de 1117. Crisogono participe à l'élection du pape Gélase II en 1118.